# Andries de Graeff
Pour les articles homonymes, voir Graeff.
Andries de Graeff, né le 19 février 1611 à Amsterdam et mort le 30 novembre 1678, chevalier de libre, fut un important bourgmestre et régent d'Amsterdam pendant le siècle d'or néerlandais. Une des clés de la réussite politique de Andries de Graeff réside dans son étroite collaboration avec son frère Cornelis de Graeff, également bourgmestre d'Amsterdam. Du fait de la puissance d'Amsterdam, Andries de Graeff a été l'une des personnes les plus influentes des Provinces-Unies pendant la première période sans stathoudérat (1650-1672), en collaboration étroite leur neveu Johan de Witt, grand-pensionnaire de Hollande.

## Biographie
Né en 1611 au sein des De Graeff, famille régente d'Amsterdam, il est le fils de Jacob Dircksz de Graeff, bourgmestre d'Amsterdam et membre de la Nederlands Hervormde kerk (« Église Réformée néerlandaise »), et d'Aaltje Boelens Loen. Andries de Graeff est l'un des plus importants représentants de la bourgeoisie hollandaise dans le gouvernement de la république des Provinces-Unies, dont il est l'un des dirigeants de fait pendant de nombreuses années. Les frères Andries et Cornelis de Graeff étaient opposés à la maison d'Orange.
Andries de Graeff est diplômé en droit à l'université de Poitiers en 1634 et devient, de 1646 à 1672, conseiller d'Amsterdam. Andries et Cornelis de Graeff a été avec Andries Bicker l'un des principaux promoteurs à la fin de la guerre de Trente Ans avec l'Espagne, qui a pris fin en 1648 dans le traité de Münster,,. Il fut un seigneur (Ambachtsheer) de Urk et Emmeloord et ministère de l'économie et des finances des États de Hollande et de Frise-Occidentale de 1652 à 1657. En 1657 De Graeff devient bourgmestre d'Amsterdam.
De Graeff et son neveu Johan de Witt renforcent la souveraineté des provinces. En 1667, par l'Édit perpétuel, De Witt, De Graeff, Gaspar Fagel et Gillis Valckenier (nl) abolissent la fonction de stathouder en Hollande et influence en ce sens plusieurs autres provinces dont la Zélande et Utrecht. De Graeff se voyait comme un protecteur de la liberté républicaine. En 1671/72, Gérard de Lairesse peint les trois peintures du plafond "Triomf der Vrede" (Triomphe de la Paix) pour Andries de Graeff, avec ses parties de gauche à droite : Unité, Liberté, Sécurité. De Lairesse a peint ces trois peintures de plafond pour le bourgmestre d'Amsterdam Andries de Graeff. Les peintures portaient un message clair: le «vraie liberté» (Ware Vrijheid) de la République n’était protégé que par les régents républicains d’Amsterdam. Les peintures de Triomf der Vrede glorifient le rôle de la famille De Graeff en tant que protectrice de l’État républicain, défenseur de la «vraie liberté» (ware Vrijheid). Il faut également le comprendre comme une déclaration d'opposition et contre le retour au stathouder oranais. Après le retour du stathoudérat entre les mains de Guillaume III d'Orange, pendant la rampjaar en 1672, Andries de Graeff perd toute fonction politique, tout comme le reste de sa famille.
De Graeff a acheté le titre de chevalier du Saint-Empire romain germanique en 1677,

### Mariage et descendance
Andries de Graeff avait épousé à Amsterdam en 1646 Elisabeth Bicker van Swieten, fille de Cornelis Bicker et Aertge Witsen (1599-1652). Le couple eut trois fils: 
- Cornelis de Graeff (La Haye, 1650- Amsterdam, 1678)
- Alida de Graeff (La Haye 1651-1738)
- Arnoldina de Graeff, (La Haye, 1652-1703)

## Galerie

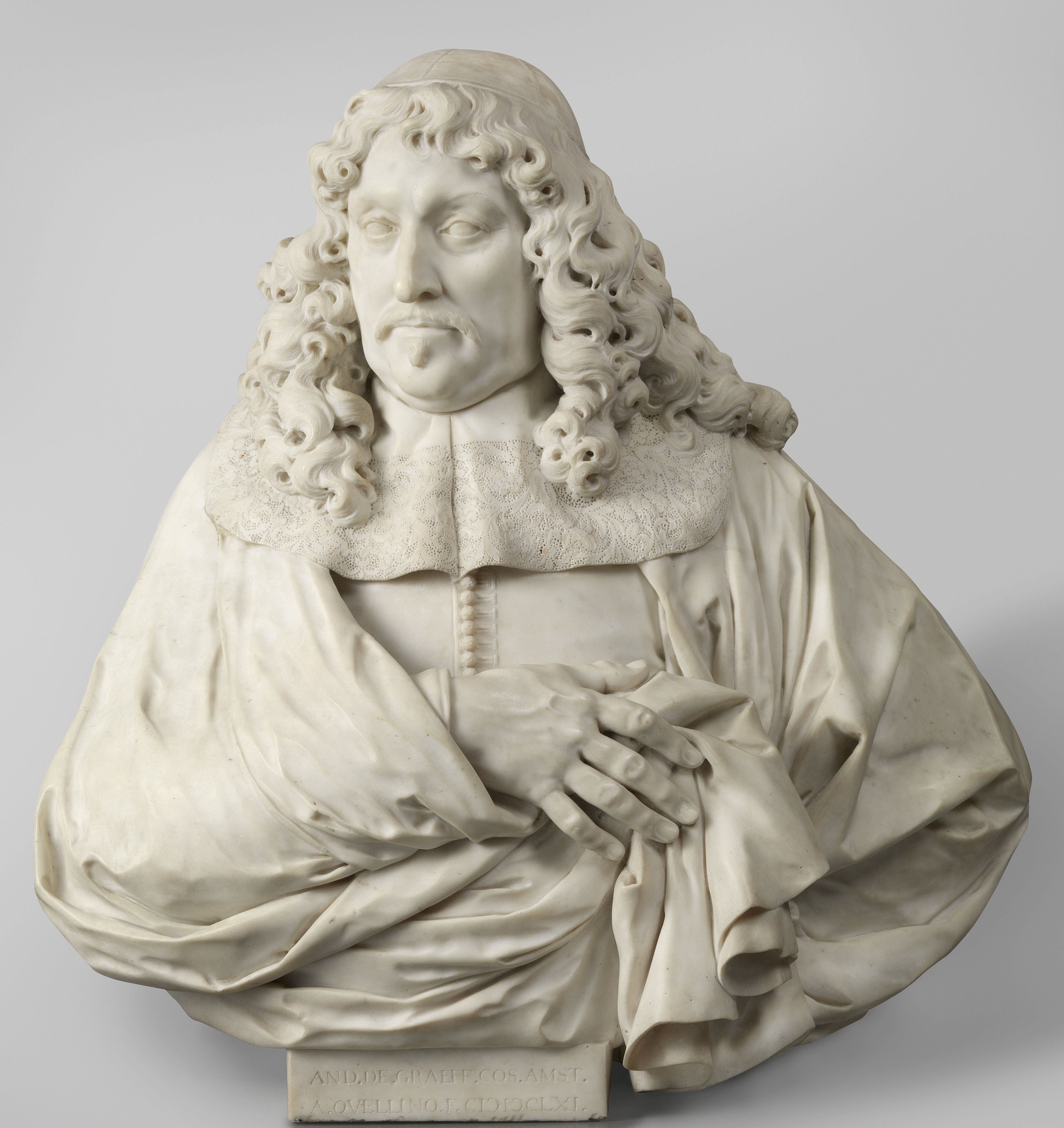
Andries de Graeff (1661), buste en marbre d'Artus Quellinus
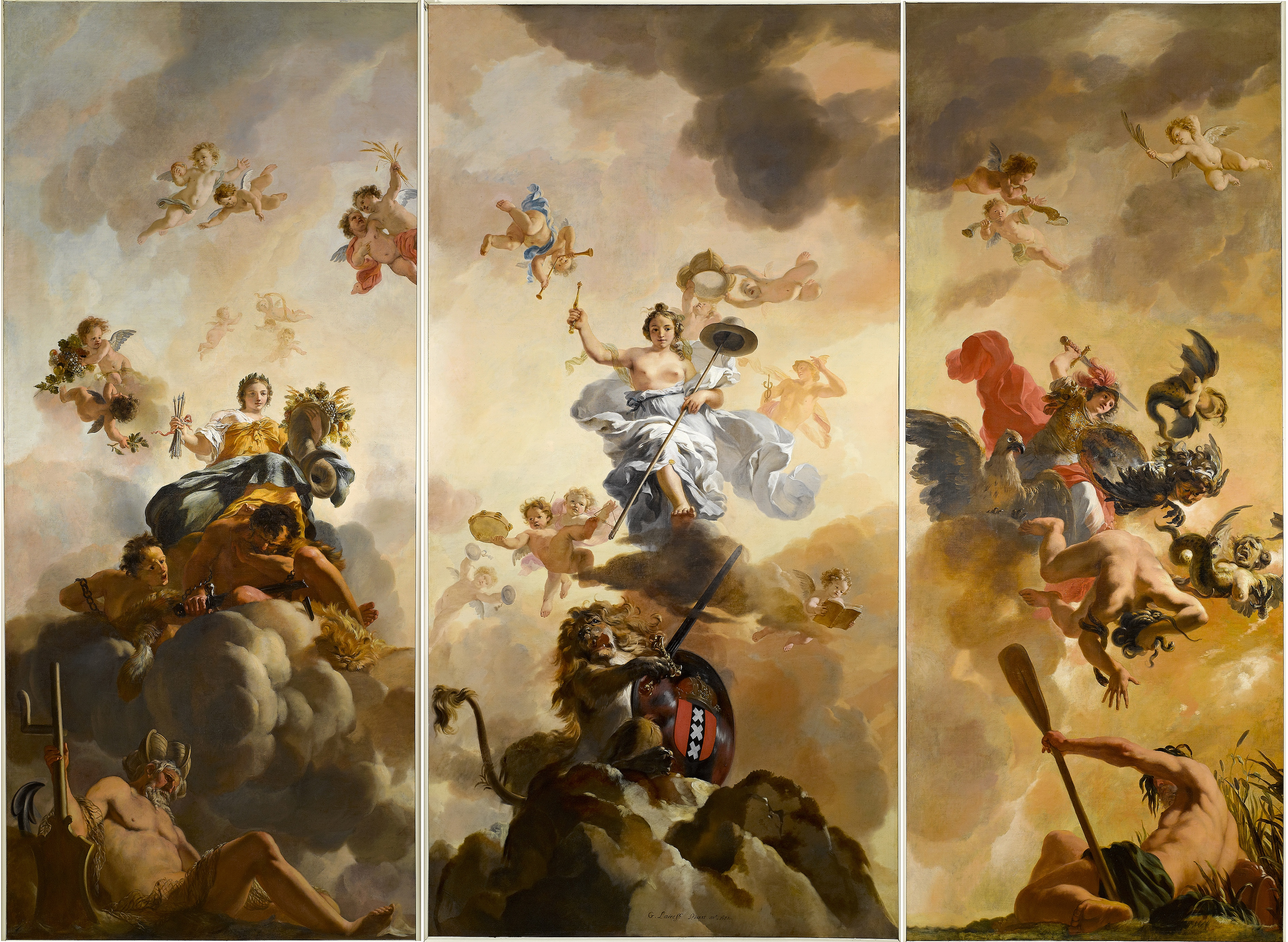
Gérard de Lairesse, "Triomf der Vrede" (Triomphe de la Paix), trois peintures au plafond (1671/72); parties de gauche à droite: Unité, Liberté, Sécurité.
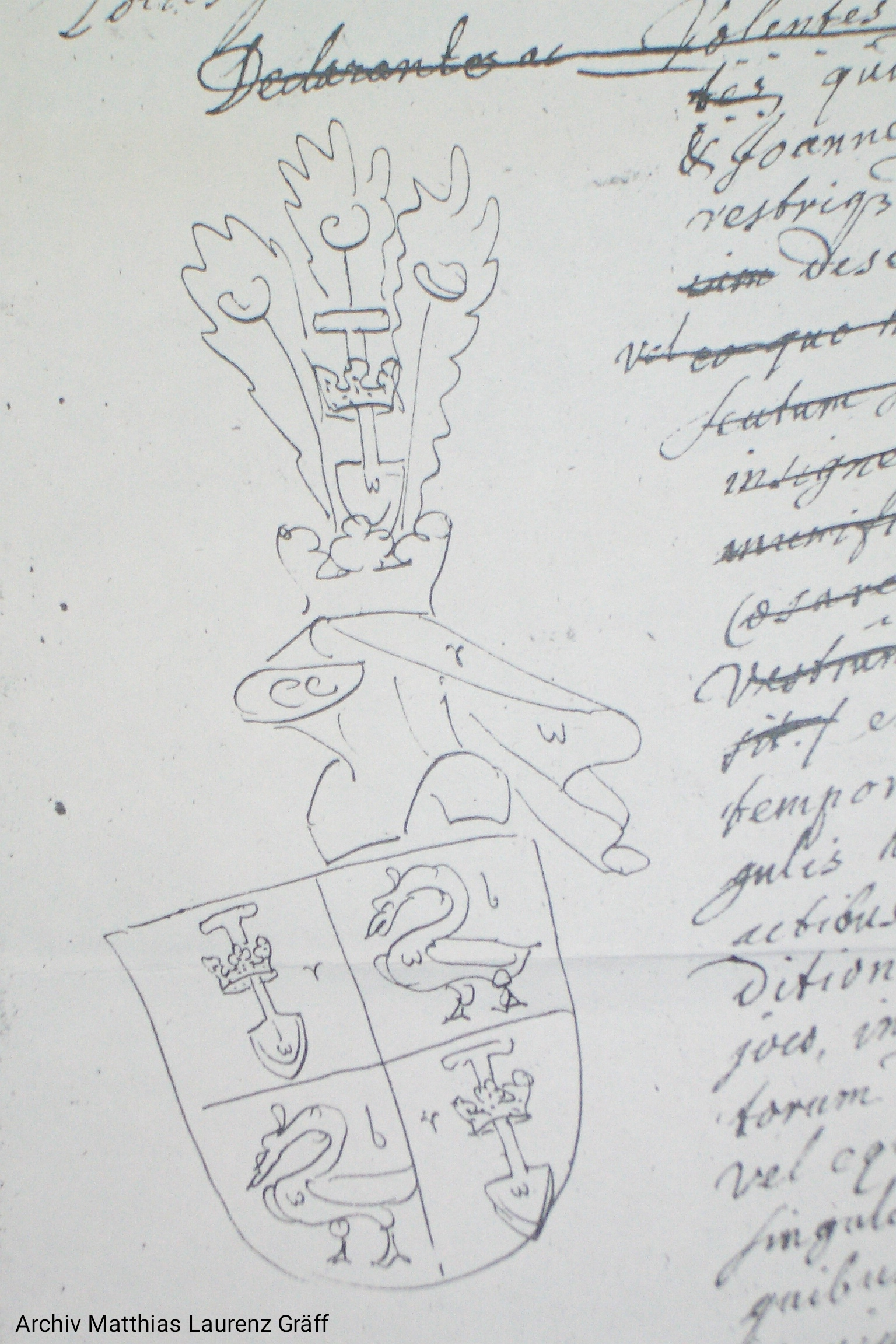
Armoiries d'Andries de Graeff et de son fils Cornelis (1677) (archives Matthias Laurenz Gräff)

## Littérature
- (en) Israël, Jonathan I. (1995) The dutch Republic - Its Rise, Greatness, and Fall - 1477-1806. Clarendon Press, Oxford,  (ISBN 978-0-19-820734-4)
- (en) Rowen, Herbert H. (1986) John de Witt - Statesman of the “True Freedom”. Cambridge University Press,  (ISBN 0-521-52708-2)
- (en) Burke, P. (1994) Venice and Amsterdam. A study of seventeenth-century élites.
- (nl) Zandvliet, Kees (2006) De 250 rijksten van de Gouden Eeuw: kapitaal, macht, familie en levensstijl blz. 77 tm 79 uitg. Nieuw Amsterdam, Amsterdam,  (ISBN 90-8689-006-7)

## Sources
- Biographie d'Andries de Graeff dans la Nieuw Nederlandsch biografisch woordenboek. Deel 2 (nl)
- Biographie d'Andries de Graeff dans la Biographisch woordenboek der Nederlanden. Deel 7 (nl)
- Andries de Graeff par Rembrandt van Rijn
- Andries de Graeff par Artus Quellinus